# Araeococcus parviflorus
Espèce
Classification phylogénétique
Synonymes
- Aechmea parviflora (Mart. ex Schult. & Schult.f.) Baker
- Billbergia parviflora Mart. ex Schult. & Schult.f.

Araeococcus parviflorus est une espèce de plantes de la famille des Bromeliaceae, endémique du Brésil.

## Synonymes
- Aechmea parviflora (Mart. ex Schult. & Schult.f.) Baker[2] ;
- Billbergia parviflora Mart. ex Schult. & Schult.f.[2].

## Distribution
L'espèce est endémique de l'État de Bahia au Brésil.

## Description
L'espèce est épiphyte.

## Galerie

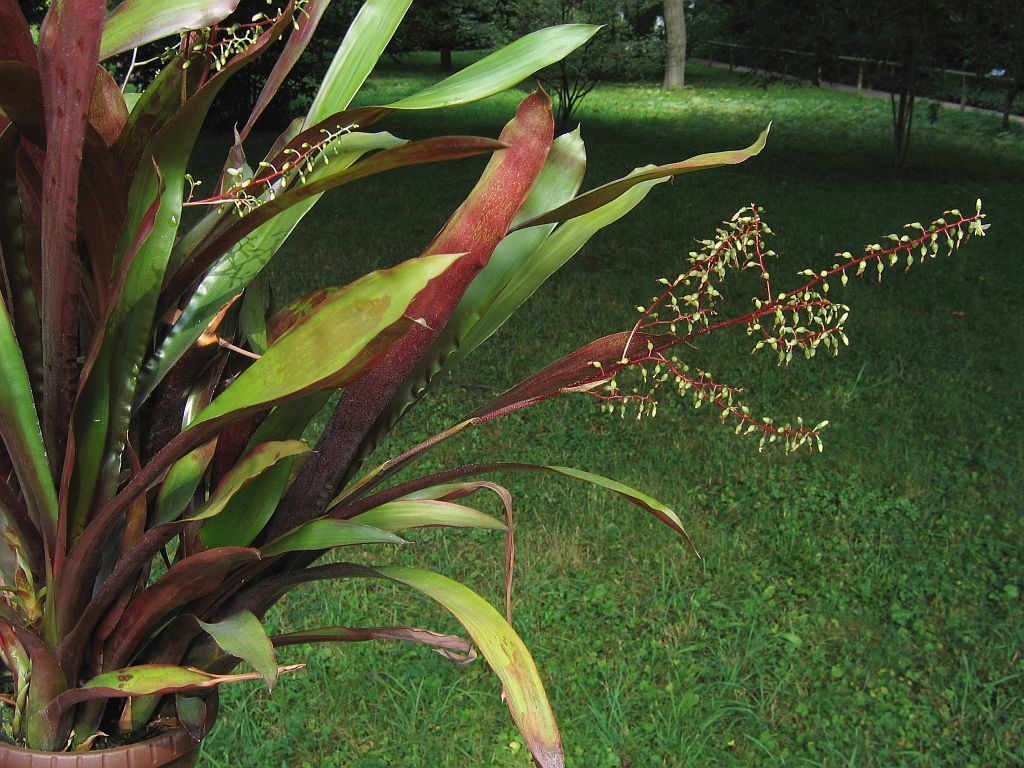
Inflorescence
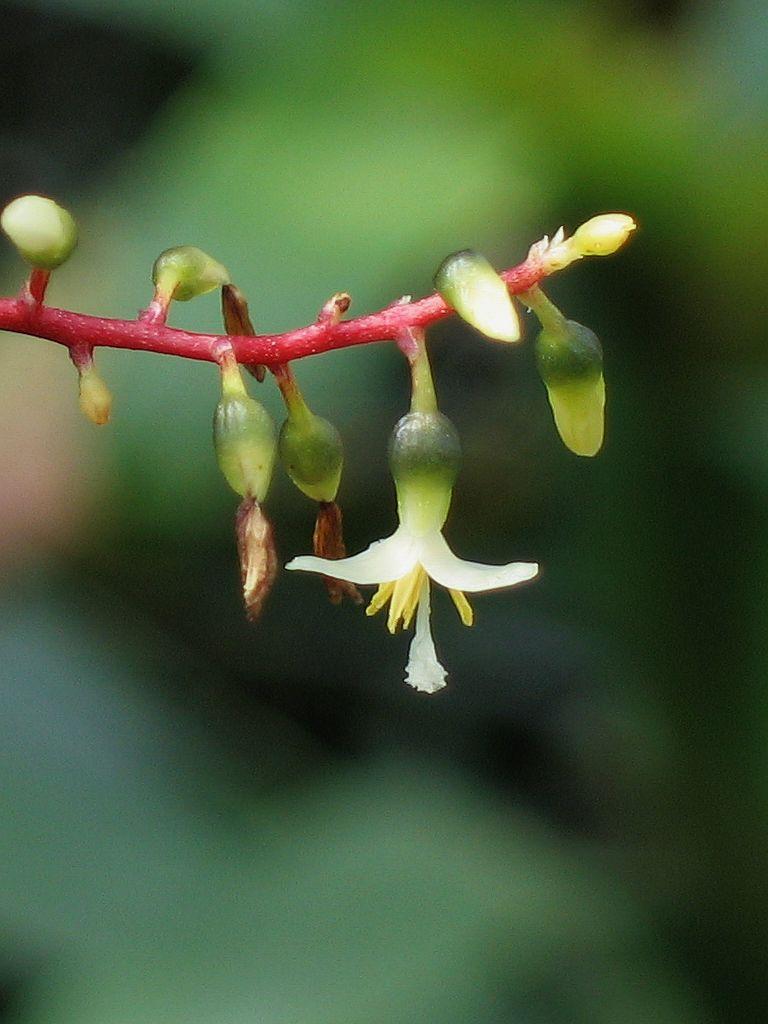
Détail de l'inflorescence
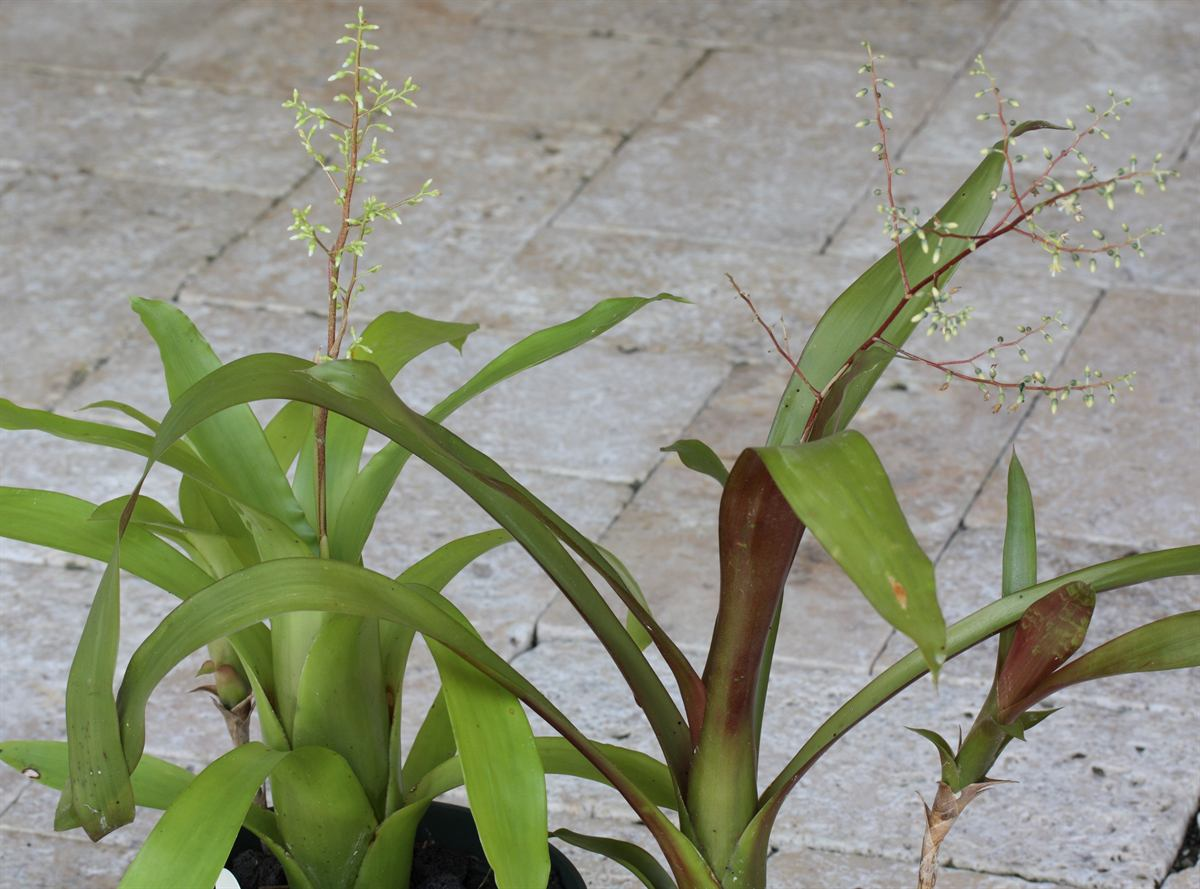
Spécimens en culture